# Münster
Münster là một thành phố của bang Nordrhein-Westfalen trong nước Đức và từ năm 1915 là một thành phố lớn. Münster là một trong những thành phố có diện tích lớn nhất của nước Đức.
Các thành phố lớn gần đó là Osnabrück (khoảng 44 km về phía bắc),(Steinfurt) khoảng 30 Km Dortmund (khoảng 61 km về phía nam), Bielefeld (khoảng 62 km về phía đông) và Enschede của Hà Lan.
Trường Đại học Wilhelm Westfalen (Westfälische Wilhelms-Universität) với khoảng 42.000 sinh viên (thời điểm 2005/2006) đang theo học 130 ngành khác nhau thuộc 15 khoa chuyên môn là một trong những trường đại học lớn nhất Đức.